# 栄養成分表示

米国食品医薬品局 (FDA) の指示に基く栄養成分表示のサンプル

栄養成分表示（えいようせいぶんひょうじ、nutrition facts label）とは、包装された食品の栄養素に関する表示である。多くの国では包装された食品に栄養成分表示を行うことが義務付けられている。
ほとんどの国では、一般的な教育目的のために全体的な栄養ガイドを発行している。

## 日本
日本における食品表示は食品表示法により規定されており、本法を根拠とする食品表示基準によって栄養成分表示のルールが定められている。また、その運用は消費者庁により所管されている。市販される加工食品において義務表示事項は栄養成分 (たんぱく質、脂質、炭水化物、ナトリウム (食塩相当量))及び熱量であり、その他のビタミンやミネラルの表示は任意である。生鮮食品には栄養成分表示の義務はないが、機能性を標榜する場合には必要とされるなど一部例外がある。表示する栄養成分の値は食品を分析した測定値、もしくは日本食品標準成分表などの合理的根拠を基に計算した推定値を表示する。また、推定値の場合は欄外に「推定値」もしくは「この表示値は、目安です。」と示す必要がある。
単品の栄養成分表示に加え、調理後の栄養成分表示を併記するメーカーもある。献立に取り入れた場合に得られる栄養素を消費者に訴求できるほか、関連食材の購入を促し買い上げ点数を増やす効果がある。

## 欧州連合

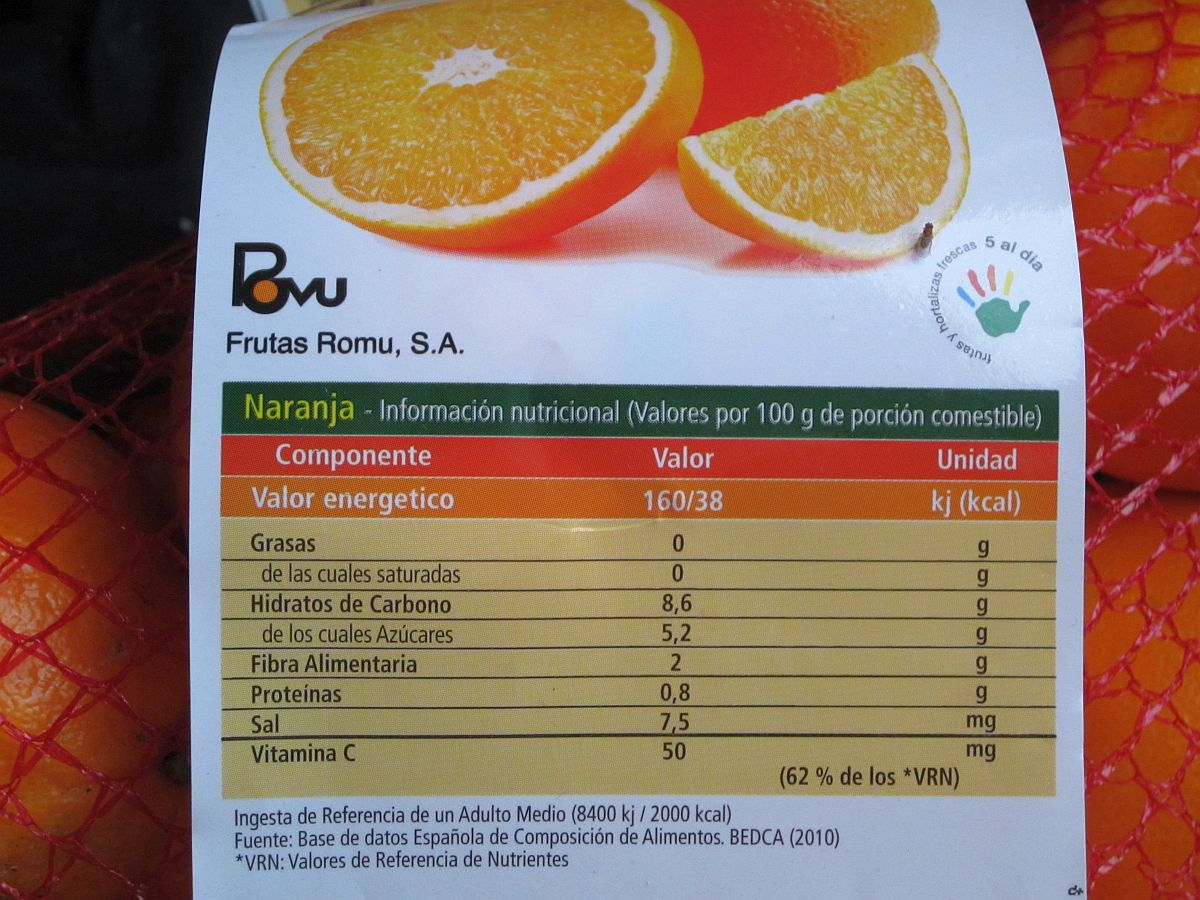
稀な例であるオレンジのラベルに記載された栄養成分表示。未処理の果物への栄養成分表示はEUでは必須ではない。

食品の栄養表示について推奨される1日の許容量、エネルギー変換係数および定義を定めた理事会指令90/496/EECが、2008年10月28日の委員会指令2008/100/ECによって改訂された。新しい規制が現在発効している（規制1169/2011）。栄養表示は、2016年12月からほとんどの包装食品で必須とされている。
欧州連合では、改正済みの古い指令90/496に沿って、栄養成分表示は（通常は表形式で）「栄養情報」と表示されることが最も多い。表の表示は任意だが、提供されている場合は、所定の内容と様式に従わなければならない。必ず表示される一定の分量（例：100ml、100g）によるものに加え、しばしば一人前と定義された量による表示をオプションとして提供する。最初は、キロカロリーとキロジュールの両方による、熱量値である。
次に、栄養成分の内訳が表示される。ほとんどの場合、タンパク質、炭水化物、デンプン、糖分、脂肪、食物繊維、ナトリウムに分けられる。脂肪の数字はさらに飽和脂肪と不飽和脂肪に分けられ、炭水化物の数字は内訳として糖分を表示することが多い。新しい規則では、必須情報として熱量、脂肪、飽和脂肪、炭水化物、糖質、タンパク質、塩分がこの順番で含まれ、さらに一不飽和脂肪、多価不飽和脂肪、多価アルコール、デンプン、食物繊維、ビタミン、ミネラルがオプションとして含まれる。
健康強調表示および栄養（組成）表示に関しては、改訂された規則1924/2006によりEU内で調整されている。2012年11月、欧州委員会は、規則(EC) No.1047/2012と規則(EC) No.1048/2012の2つの新しい規則を発表した。規則(EC) No. 1924/2006の特定の栄養表示は変更された。さらに、大麦ベータグルテンに関連する健康強調表示（血中コレステロールの低下など）が修正された。
規則1924には、「低脂肪」「高繊維」「低カロリー」などの用語の法的定義がある。
全ての健康強調表示はEUで調整されている。それらは、欧州食品安全機関(EFSA)の承認を得た場合に使用することができる。承認された強調表示と拒否された強調表示のリストは、Webサイトで入手できる。
完全な栄養情報が包装に表示されている場合は、追加の栄養情報とフォーマット（信号機システムなど）が含まれる場合があるが、これは規制の範囲外である。
イギリスの規則は、1996年食品表示規則の別表6と7で与えられている。

## アメリカ合衆国
アメリカ合衆国では、栄養成分表示には、1日あたりの人間の栄養素を2,000キロカロリーと設定して、これに対して1日の推奨摂取量または制限量に対する割合が記載されている。
赤ちゃん向けの食品などの例外を除いて、以下の一日摂取量が使用される。これらは、食事摂取基準(Reference Daily Intake: RDI)と呼ばれるもので、元々は、1968年に定められた各栄養素について全ての年齢と性別の組み合わせのニーズが満たされていることを保障する栄養所要量(Recommended Dietary Allowance: RDA)の最高値に基づくものであった。これらは、現行の食事摂取基準の栄養所要量よりも古い。ビタミンC、ビタミンD、ビタミンE、ビタミンK、カルシウム、リン、マグネシウム、マンガンでは、現在の最大の栄養所要量（年齢および性別）は、ラベリングに使用されている古い栄養所要量より最大50％高く、他の栄養素では推奨摂取量がなくなった。2010年10月現在、全てのラベルで表示される栄養素は、ビタミンA、ビタミンC、カルシウム、鉄である。食品の栄養水準を決定するために、企業はデータベースを開発または使用することがあり、レビューのために米国食品医薬品局(FDA)に自発的に提出することができる。
| 栄養素       | 栄養所要量     | 栄養所要量              | 単位 |
| 栄養素       | 2016年の改訂前 | 食事摂取基準            | 単位 |
| ------------ | -------------- | ----------------------- | ---- |
| ビタミンA    | 5,000          | 3,000                   | IU   |
| ビタミンC    | 60             | 90                      | mg   |
| カルシウム   | 1,000          | 1,300                   | mg   |
| 鉄           | 18             | 18                      | mg   |
| ビタミンD    | 400            | 600                     | IU   |
| ビタミンE    | 30 IU          | 15 mg (33 IU synthetic) |      |
| ビタミンK    | 80             | 120                     | µg   |
| チアミン     | 1.5            | 1.2                     | mg   |
| リボフラビン | 1.7            | 1.3                     | mg   |
| ナイアシン   | 20             | 16                      | mg   |
| ビタミンB6   | 2              | 1.7                     | mg   |
| 葉酸         | 400            | 400                     | µg   |
| ビタミンB12  | 6              | 2.4                     | µg   |
| ビオチン     | 300            | 30                      | µg   |
| パントテン酸 | 10             | 5                       | mg   |
| リン         | 1,000          | 1,250                   | mg   |
| ヨウ素       | 150            | 150                     | µg   |
| マグネシウム | 400            | 420                     | mg   |
| 亜鉛         | 15             | 11                      | mg   |
| セレン       | 70             | 55                      | µg   |
| 銅           | 2              | 0.9                     | mg   |
| マンガン     | 2              | 2.3                     | mg   |
| クロム       | 120            | 35                      | µg   |
| モリブデン   | 75             | 45                      | µg   |
| 塩化物       | 3,400          | 2,300                   | mg   |

## カナダ

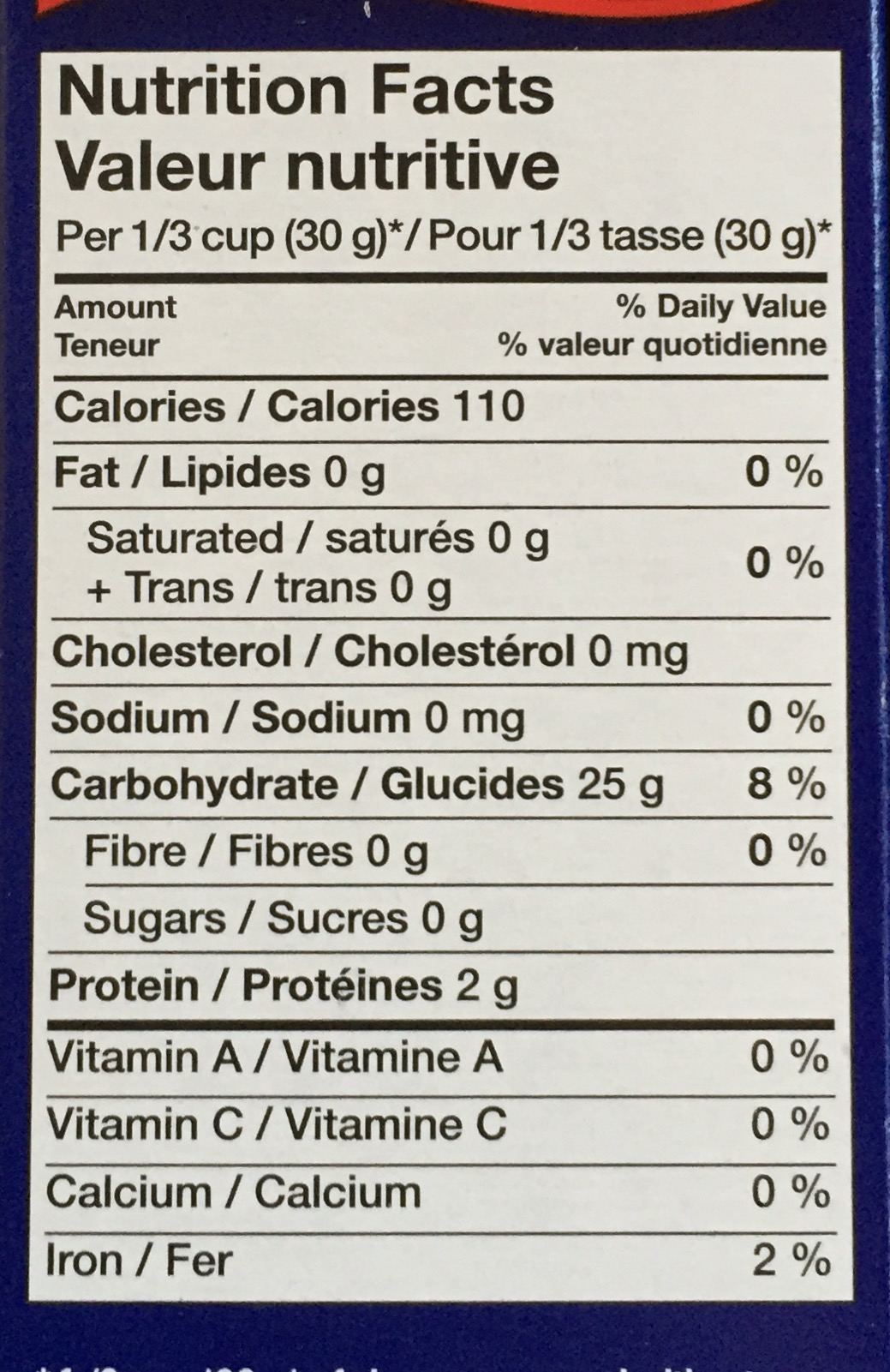
カナダの栄養成分表示。英語とフランス語の両方で表示されている。

カナダでは、2003年に制定された法規の一環として、標準化された栄養成分表示が導入され、2005年12月12日に包装食品のほとんどについて表示が義務化された（小規模事業については、2007年12月12日まで猶予された）。カナダの食品包装法によれば、栄養成分表示を含む全ての情報は、カナダの公用語である英語とフランス語の両方で書かれなければならない。
カナダの規制は、栄養成分表(NFT: nutrition fact table)のデータの配置を厳密に規定している。特定の食品包装に使用するために可能なフォーマットは多種多様である。様式は、主フォーマット28種類と2から7種類のそれぞれの副フォーマットから選ばれる階層構造となっている。この結果、標準的な垂直型の様式が、水平および線形様式よりも前に使用が検討される。様式の選択の結果、100cm2以下の小さな包装を除いてNFTは包装上で利用可能な表示領域の少なくとも15%を占めることが要求される。

## メキシコ
メキシコで販売されている食品は、1996年1月24日に発効した「NOM-051-SCFI-1994 "Información nutrimental"（栄養情報）」という製品表示基準を使用している。これは、アメリカ合衆国の栄養成分表示によく似ている。公式のメキシコ標準NOM (Norma Oficial Mexicana) は、メキシコ商工振興省（現：メキシコ通商産業省）によって開発されたものである。「食品と事前に瓶詰めされたノンアルコール飲料を表示するための一般仕様」を定義している。

## オーストラリア・ニュージーランド
オーストラリアとニュージーランドでは、栄養情報パネル(nutritional information panel)といい、以下のようなフォーマットになっている。
| 一袋の量: （人前） 一人前の量: g |                  |                 |
|                                  | 一人前あたりの量 | 100 gあたりの量 |
| エネルギー                       | 0                | kJ (Cal)        |
| タンパク質                       | 0                | g               |
| 脂肪（合計）                     | 0                | g               |
| - 飽和脂肪                       | 0                | g               |
| 炭水化物                         | g                | g               |
| - 糖分                           | g                | g               |
| ナトリウム                       | mg               | mg              |

他の項目も適切に含まれており、単位は適宜変更することができる（例：ナトリウムの列のmgをmmolに、gをmlに置換する）。2013年4月、ニュージーランド政府は、「低脂肪」などの食品包装に関する一般的な表示に関する規則を導入した。

## 香港
香港の栄養成分表示は、食物安全中心により栄養資料標籤制度（中国語: 營養資料標籤制度）として定められている。必須項目は、熱量に加え、タンパク質、炭水化物（総量の場合食物繊維の分量を別記）、脂質、飽和脂肪、トランス脂肪酸、ナトリウム、糖分である。

## インド
2008年9月19日、インド保健家族福祉省は「食品安全基準法」（第5次改訂）を公示し、包装食品の製造者に対して、消費者が購入時に情報に基づいた選択を行うことを可能にするために、栄養情報と検査を担当した企業によるAGマークかFPOマークを表示するよう義務付けた。この改正以前は、栄養情報の開示は主に自主的なものであり、多くの大手メーカーは国際的な慣行を採用していた。